# Nobuhiro Takeda
Nobuhiro Takeda (jap. 武田修宏 Takeda Nobuhiro; ur. 10 maja 1967 w Hamamatsu) – japoński piłkarz, reprezentant kraju.

## Kariera klubowa
Od 1986 do 2001 roku występował w klubach: Tokyo Verdy, Júbilo Iwata, Kyoto Purple Sanga, JEF United Ichihara, Sportivo Luqueño.

## Kariera reprezentacyjna
Karierę reprezentacyjną rozpoczął w 1987, a zakończył w 1994 roku. W sumie w reprezentacji wystąpił w 18 spotkaniach. Został powołany do kadry na Puchar Azji w Piłce Nożnej 1992.

## Statystyki
| Reprezentacja Japonii | Reprezentacja Japonii | Reprezentacja Japonii |
| Rok                   | Mecze                 | Gole                  |
| --------------------- | --------------------- | --------------------- |
| 1987                  | 4                     | 1                     |
| 1988                  | 0                     | 0                     |
| 1989                  | 0                     | 0                     |
| 1990                  | 4                     | 0                     |
| 1991                  | 2                     | 0                     |
| 1992                  | 2                     | 0                     |
| 1993                  | 4                     | 0                     |
| 1994                  | 2                     | 0                     |
| Razem                 | 18                    | 1                     |

## Osiągnięcia
- Puchar Azji w Piłce Nożnej 1992
- J-League: 1986/87, 1990/91, 1991/92, 1993, 1994
- Puchar Cesarza: 1986, 1987
- Puchar J-League: 1992, 1993, 1994